# Chiesa di San Paolo (Genova)
La chiesa di San Paolo è un edificio religioso di Genova, nel quartiere di Castelletto in via Acquarone, e la sua comunità parrocchiale fa parte del vicariato di Castelletto dell'arcidiocesi di Genova.

## Storia

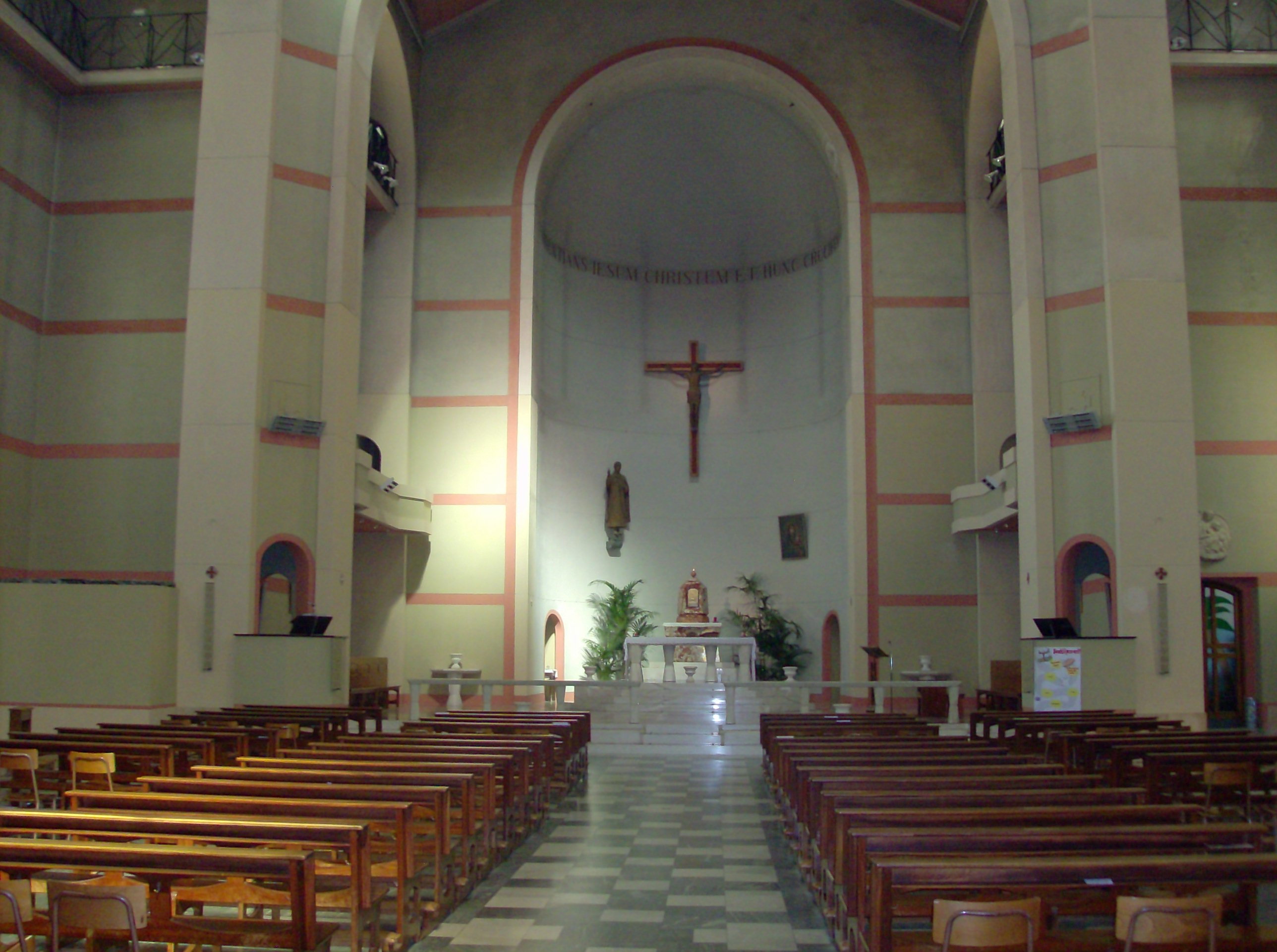
Interno della chiesa

La proposta di costruire a Genova una chiesa dedicata a San Paolo di Tarso fu presentata da mons. Enrico Lagomarsino al cardinale Carlo Dalmazio Minoretti nel 1936, in seguito al discorso tenuto da papa Pio XI in occasione del diciannovesimo centenario della conversione di San Paolo.
Il progetto della chiesa fu elaborato nel 1937 dall'architetto Pietro Fineschi e completato dal figlio Alfonso Fineschi. Il terreno fu donato dai conti Bruzzo, mentre l'apertura della piazza e i collegamenti viari furono realizzati con apposite raccolte di fondi. A causa dello scoppio della Seconda guerra mondiale, l'edificazione dell'attuale chiesa poté iniziare soltanto il 7 ottobre 1956. La chiesa fu aperta al culto il 31 ottobre 1959 e consacrata il 28 giugno 1960.
La parrocchia fu eretta con decreto arcivescovile il 12 agosto 1939 e fu inizialmente basata in una piccola cappella inaugurata dal cardinale Pietro Boetto.

## Descrizione
La chiesa è ad un'unica navata a croce latina. All'interno sono conservati un crocifisso in bronzo nel presbiterio e una statua bronzea raffigurante San Paolo dello scultore Giovanni Battista Airaldi, e un dipinto del Sacro Cuore di Gesù, opera del pittore Mattia Traverso